# 大坝苗族乡
大坝苗族乡，是中华人民共和国四川省宜宾市兴文县下辖的一个乡镇级行政单位。

## 行政区划
大坝苗族乡下辖以下地区：
晏州社区、平寨村、小寨村、龙塘村、红旗村、朝阳村、建国村、柏坳林村、芭茅湾村、石家沟村、古佛台村、黄草坪村、凉水井村、仁合村、四龙村、二季山村和沙坝村。